# Episodi de La signora in giallo (settima stagione)
La settima stagione della serie televisiva La signora in giallo è composta da 22 episodi, trasmessi per la prima volta negli Stati Uniti sul canale CBS tra il 16 settembre 1990 e il 12 maggio 1991.
In Italia è stata trasmessa in prima visione dal 1º dicembre al 31 dicembre 1991.
| nº | Titolo originale                      | Titolo italiano                 | Prima TV USA      | Prima TV Italia  |
| -- | ------------------------------------- | ------------------------------- | ----------------- | ---------------- |
| 1  | Trials and Tribulations               | Un testimone scomodo            | 16 settembre 1990 | 1º dicembre 1991 |
| 2  | Deadly Misunderstanding               | I dolci sogni di Melissa        | 23 settembre 1990 | 2 dicembre 1991  |
| 3  | See You in Court, Baby                | Finché morte non vi separi      | 30 settembre 1990 | 3 dicembre 1991  |
| 4  | Hannigan's Wake                       | Un padre, un figlio             | 28 ottobre 1990   | 4 dicembre 1991  |
| 5  | The Family Jewels                     | Tutto in famiglia               | 4 novembre 1990   | 5 dicembre 1991  |
| 6  | A Body to Die For                     | L'irresistibile signor Wayne    | 11 novembre 1990  | 8 dicembre 1991  |
| 7  | The Return of Preston Giles           | Il capro espiatorio             | 18 novembre 1990  | 9 dicembre 1991  |
| 8  | The Great Twain Robbery               | Un falso d'autore               | 25 novembre 1990  | 10 dicembre 1991 |
| 9  | Ballad for a Blue Lady                | Delitto in musica               | 2 dicembre 1990   | 11 dicembre 1991 |
| 10 | Murder in F Sharp                     | Morte in Fa Diesis              | 16 dicembre 1990  | 12 dicembre 1991 |
| 11 | Family Doctor                         | Il medico della famiglia        | 6 gennaio 1991    | 15 dicembre 1991 |
| 12 | Suspicion of Murder                   | Indiziato di omicidio           | 20 gennaio 1991   | 16 dicembre 1991 |
| 13 | Moving Violation                      | Ambasciatore porta pena         | 3 febbraio 1991   | 17 dicembre 1991 |
| 14 | Who Killed J. B. Fletcher?            | Chi ha ucciso Jessica Fletcher? | 10 febbraio 1991  | 18 dicembre 1991 |
| 15 | The Taxman Cometh                     | L'uomo che non esisteva         | 17 febbraio 1991  | 19 dicembre 1991 |
| 16 | From the Horse's Mouth                | Un testimone chiamato cavallo   | 24 febbraio 1991  | 22 dicembre 1991 |
| 17 | The Prodigal Father                   | Il ritorno di Ned               | 10 marzo 1991     | 23 dicembre 1991 |
| 18 | Where Have You Gone, Billy Boy?       | Dove sei, Billy Boy?            | 17 marzo 1991     | 24 dicembre 1991 |
| 19 | Thursday's Child                      | Un figlio dal passato           | 7 aprile 1991     | 26 dicembre 1991 |
| 20 | Murder, Plain and Simple              | Quinto: non ammazzare           | 28 aprile 1991    | 27 dicembre 1991 |
| 21 | Tainted Lady                          | La morte in fondo al pozzo      | 5 maggio 1991     | 30 dicembre 1991 |
| 22 | The Skinny According to Nick Cullhane | Un manoscritto pericoloso       | 12 maggio 1991    | 31 dicembre 1991 |

## Un testimone scomodo
- Titolo originale: Trials and Tribulation
- Diretto da: Vincent McEveety
- Scritto da: Peter S. Fischer

### Trama
Sei anni fa la signora Fletcher aveva collaborato con la polizia di New York per risolvere un caso di omicidio e aveva contribuito all'arresto di Eddie Stone. Quando Stone muore durante un tentativo di evasione, sua figlia Geraldine accusa Jessica di aver incastrato suo padre con delle prove fasulle e di aver corrotto l'unico testimone per fargli giurare il falso in tribunale. Jessica non ci sta e cerca di dimostrare la propria non colpevolezza.

## I dolci sogni di Melissa
- Titolo originale: Deadly Misunderstanding
- Diretto da: Anthony Pullen Shaw
- Scritto da: Robert E. Swanson

### Trama
Cadendo dalla bici, Jessica si è rotta un braccio ma deve terminare di scrivere il suo ultimo libro, così chiede aiuto a Melissa Maddox, un'ingenua dattilografa che segue un corso di scrittura creativa. Melissa è sposata con Ralph Maddox, un uomo estremamente rude che la maltratta. Quando Ralph viene accoltellato a morte, Melissa cerca di occultare il cadavere per non essere accusata del suo omicidio e chiede aiuto ad un suo compagno di corso innamorato di lei.

## Finché morte non vi separi
- Titolo originale: See You in Court, Baby
- Diretto da: Vincent McEveety
- Scritto da: Peter S. Fischer

### Trama
Jessica racconta un curioso caso in cui è stato coinvolto il suo amico Dennis Stanton: per aiutare la bella cliente Amy Sue Kriegler, Dennis ha accettato di difendere suo marito Ed, accusato dell'omicidio dell'avvocato divorzista Truman Calloway.

## Un padre, un figlio
- Titolo originale: Hannigan's Wake
- Diretto da: Vincent McEveety
- Scritto da: Peter S. Fischer

### Trama
Phyllis Turlow informa Jessica della morte del suo caro amico Daniel Hannigan; questi, un famoso giornalista, negli ultimi tempi era molto impegnato a difendere il fratello di Phyllis, condannato per l'omicidio di sua moglie Lydia avvenuto sedici anni prima. Hannigan stava scrivendo un libro in cui sosteneva l'innocenza dell'uomo e accusava invece il fratello della vittima, Eric Grant. Jessica decide di proseguire le ricerche dell'amico ma si convince che in realtà neanche Grant è l'assassino.

## Tutto in famiglia
- Titolo originale: The Family Jewels
- Diretto da: Jerry Jameson
- Scritto da: Tom Sawyer

### Trama
Mentre si trova in gioielleria, Jessica nota una signora che infila una preziosa collana nella borsetta, ma quando lo riferisce al commesso, questi non sembra esserne interessato. La sera stessa la signora Fletcher si deve recare ad un ricevimento per raccogliere fondi da destinare alla campagna elettorale del suo amico Drew Borden, ma quando arriva nella villa della festa scopre che la padrona di casa Sheila Finley è proprio la ladra della gioielleria. La situazione si complica maggiormente quando l'autista di Sheila, Rocco, viene trovato morto nel garage.

## L'irresistibile signor Wayne
- Titolo originale: A Body to Die For
- Diretto da: Anthony Pullen Shaw
- Scritto da: Donald Ross

### Trama
L'aitante Wayne Bennett ha aperto una palestra a Cabot Cove e tutte le signore del luogo si mostrano molto interessate all'attività fisica. Eve Simpson è una delle più fedeli frequentatrici della palestra, ma una sera trova in casa sua il cadavere di Fred Keppard, un altro cliente del centro sportivo. Lo sceriffo Metzger scopre che in passato Fred e Wayne sono stati arrestati per una truffa, così arresta il signor Bennett con l'accusa di omicidio, scatenando l'ira di tutte le compaesane.

## Il capro espiatorio
- Titolo originale: The Return of Preston Giles
- Diretto da: Walter Grauman
- Scritto da: Tom Sawyer

### Trama
Preston Giles, l'editore che pubblicò il primo bestseller di Jessica Fletcher, e che venne arrestato per omicidio proprio grazie all'intuito di Jessica, dopo sette anni di detenzione ottiene la libertà condizionata. Giles si presenta nuovamente da Jessica per chiederle di tornare a pubblicare i suoi romanzi nella sua casa editrice. Jessica è sconvolta nel rivederlo e si dimostra molto titubante nel riallacciare i rapporti con lui, tuttavia poco dopo Giles viene accusato di un altro omicidio e Jessica, stavolta convinta della sua innocenza, decide di aiutarlo.

## Un falso d'autore
- Titolo originale: The Great Twain Robbery
- Diretto da: Jerry Jameson
- Scritto da: Steve Brown

### Trama
Quando viene ritrovato un prezioso manoscritto di Mark Twain, Dennis Stanton si mostra molto perplesso in quanto l'uomo che ha effettuato la scoperta è Lawrence Erlich, che un tempo è stato un grande falsario. Dennis cerca di indagare a fondo la questione e ben presto si imbatte in un cadavere.

## Delitto in musica
- Titolo originale: Ballad for a Blue Lady
- Diretto da: Jerry Jameson
- Scritto da: William Bigelow

### Trama
Jessica è a Nashville, ospite della sua amica Patti Sue Diamond, popolare cantante blues. La donna è molto in pena per suo marito Bobby, da tempo affetto da una grave forma di depressione e allo stesso tempo non riesce ad avere un legame solido con la figliastra Alice. Durante una festa a casa dei Diamond, i due coniugi vengono avvelenati con della stricnina e Bobby muore, così Jessica si mette ad indagare.

## Morte in Fa Diesis
- Titolo originale: Murder in F Sharp
- Diretto da: Kevin G. Cremin
- Scritto da: William Bigelow

### Trama
Vaacclav Maryska è un brillante pianista, ma le sue mani restano bruciate durante un incendio in casa. Dennis Stanton deve occuparsi della faccenda per conto della compagnia assicurativa per cui lavora e cerca in ogni modo di annullare il pagamento dei danni a Maryska, che aveva assicurato le sue mani per dieci milioni di dollari. Dennis però si trova ad indagare anche sulla morte della moglie del pianista, Milena, uccisa con un colpo di pistola durante la convalescenza di Maryska.
- Guest star: Ricardo Montalbán (Vaclav Maryska), Patricia Neal (Milena Maryska), Melinda Culea (Nicole Gary), James Sloyan (Robert Butler), Ken Swofford (Sig. Catalano)

## Il medico della famiglia
- Titolo originale: Family Doctor
- Diretto da: Walter Grauman
- Scritto da: Robert van Scoyk

### Trama
Jessica e Seth Hazlitt stanno cenando in un famoso ristorante di Boston, quando l'uomo viene chiamato per una grave emergenza medica di cui si deve occupare. Jessica continua ad aspettarlo per diverse ore, ma Seth non ritorna e così si rivolge alla polizia sperando di avere notizie del suo amico. La mattina dopo Seth viene ritrovato mentre cammina a piedi in periferia e racconta di essere stato condotto lì dopo aver prestato soccorso ad un uomo nel retro del ristorante. Il tenente che si occupa delle indagini capisce che l'uomo misterioso è il latitante Carmine Abruzzi, noto esponente di un clan mafioso.

## Indiziato di omicidio
- Titolo originale: Suspicion of Murder
- Diretto da: Vincent McEveety
- Scritto da: Peter S. Fischer

### Trama
Durante una festa Dennis Stanton ritrova la sua vecchia fiamma Christina Hellinger, che si sfoga con lui raccontandogli di essere in crisi con il marito Ben. Fra una chiacchiera e l'altra i due ritrovano l'antica intesa e trascorrono la notte insieme; il giorno dopo Christina viene picchiata dal marito e così Dennis si reca dall'uomo per un confronto, ma quando Ben viene trovato morto lui diviene il principale indiziato.

## Ambasciatore porta pena
- Titolo originale: Moving Violation
- Diretto da: Anthony Pullen Shaw
- Scritto da: Robert E. Swanson

### Trama
Brad Hellman, uno strafottente giovanotto ben vestito, viene fermato dallo sceriffo Metzger per diverse infrazioni al codice della strada e quando il ragazzo cerca di corromperlo, lo sceriffo lo arresta. Poche ore dopo si presenta a Cabot Cove il padre di Brad, l'ambasciatore Chandler Hellman, che riesce a far rilasciare suo figlio accusando Metzger di concussione. Lo sceriffo viene sospeso dall'incarico, ma la notte stessa Brad Hellman viene ucciso.

## Chi ha ucciso Jessica Fletcher?
- Titolo originale: Who Killed J. B. Fletcher?
- Diretto da: Walter Grauman
- Scritto da: Lynne Kelsey

### Trama
Marge Allen è una grande ammiratrice di Jessica Fletcher e insieme alle sue amiche gestisce un suo fan club, i cui membri hanno una tessera identificativa che riporta tutti i dati personali della famosa scrittrice. Così quando Marge viene arrestata e trovano la tessera, viene presto diffusa la voce che Jessica Fletcher è stata arrestata. La vera scrittrice però si reca subito nel piccolo paesino dove abita l'arzilla vecchietta per fare chiarezza e così conosce le sue adoranti seguaci, che le raccontano delle indagini che Marge sta svolgendo ispirandosi al suo idolo. Ben presto però la donna viene trovata uccisa e così Jessica decide di scovare l'assassino della sua fan.

## L'uomo che non esisteva
- Titolo originale: The Taxman Cometh
- Diretto da: Anthony Pullen Shaw
- Scritto da: Donald Ross

### Trama
Edna Hayes, cara amica di Jessica dai tempi della scuola, si trova in gravi difficoltà con l'agenzia delle imposte. Edna infatti gestisce una società accusata di aver evaso al fisco oltre due milioni di dollari, ma la donna si dichiara innocente. Gli affari economici della società di Edna vengono gestiti dal suo ex marito Nolan e da un contabile, Spencer Prince. Poco dopo l'arrivo di Jessica, Edna viene accusata anche di un altro crimine quando Nolan viene trovato morto; per scagionare l'amica, Jessica cerca di entrare in contatto con il signor Prince, ma ogni volta che cerca di parlargli, l'uomo le sfugge.

## Un testimone chiamato cavallo
- Titolo originale: From The Horse's Mouth
- Diretto da: Jerry Jameson
- Scritto da: Gerry Day

### Trama
Jessica si trova nel Kentucky e assiste a una diatriba fra due famiglie rivali, gli Sterling e i Morgan, che sono divise per una questione riguardante i cavalli che entrambe le famiglie allevano. I capifamiglia Lamar Morgan e Randolph Sterling sono sempre in contrasto, mentre i loro figli Christie e Tod sono innamorati e non possono vivere apertamente la loro storia per via dei dissidi fra i loro genitori. Quando Lamar Morgan viene trovato morto, il sospettato principale è ovviamente Randolph Sterling, ma Jessica non crede a questa ipotesi.

## Il ritorno di Ned
- Titolo originale: The Prodigal Father
- Diretto da: Anthony Pullen Shaw
- Scritto da: Mary Ann Kasica e Michael Scheff

### Trama
Ned Jenks torna a Cabot Cove dopo vent'anni. L'uomo era misteriosamente sparito dopo aver commesso una grossa rapina e la sua moto era stata ritrovata fuori strada, così tutti lo avevano creduto morto. Ora che il reato è caduto in prescrizione, Ned può riprendere la sua vecchia vita e viene riaccolto in casa da sua figlia Bonnie, ormai adulta. Poco dopo il suo inaspettato ritorno però Ned viene strangolato.

## Dove sei, Billy Boy?
- Titolo originale: Where Have You Gone, Billy Boy?
- Diretto da: John Llewellyn Moxey
- Scritto da: Peter S. Fischer

### Trama
Il timido ventriloquo Woody Perkins diviene improvvisamente molto popolare grazie ai suoi numeri con il pupazzo Billy Boy. Un giorno però Billy Boy sparisce e Dennis Stanton viene incaricato di ritrovarlo; una sera riceve una strana telefonata in cui proprio il pupazzo gli dice di trovarsi nella cantina del locale in cui Woody si esibisce. Dennis si reca nel locale insieme alla sua segretaria Rhoda per verificare se davvero il pupazzo è lì e in effetti lo trova, ma poco distante da Billy Boy giace il cadavere di Kate, la proprietaria del locale.

## Un figlio dal passato
- Titolo originale: Thursday's Child
- Diretto da: Anthony Pullen Shaw
- Scritto da: Robert E. Swanson

### Trama
In Georgia, l'architetto Steve Landon scopre delle manovre illecite in un cantiere e minaccia di distruggerlo. Effettivamente il cantiere viene fatto saltare in aria e così Steve viene arrestato, allora sua madre Nancy chiede aiuto a Jessica Fletcher per scagionarlo. Jessica non conosce la signora Landon e dunque è piuttosto stupita dalla richiesta, ma la donna le rivela che Steve è figlio del suo defunto marito Frank Fletcher, che lei conobbe in Corea quando lavorava come infermiera per i militari.

## Quinto: non ammazzare
- Titolo originale: Murder, Plain and Simple
- Diretto da: Vincent McEveety
- Scritto da: Chris Manheim

### Trama
Jessica è in Pennsylvania per promuovere il suo libro e mentre sta viaggiando con il pierre della sua casa editrice, Reuben Stoltz, decide di recarsi in un villaggio Amish per acquistare una coperta fatta a mano. La loro auto però finisce fuori strada e allora i due vengono ospitati dai cortesi abitanti del villaggio. Jessica apprende così che Reuben è stato cresciuto in quel villaggio ma ha dovuto abbandonare la comunità dopo aver litigato con uno degli uomini più in vista, Jacob Beiler. Il giorno dopo l'arrivo di Jessica e Reuben, Jacob viene trovato morto, infilzato con un forcone e Reuben viene sospettato dell'omicidio.

## La morte in fondo al pozzo
- Titolo originale: Tainted Lady
- Diretto da: Vincent McEveety
- Scritto da: Robert van Scoyk

### Trama
Alcuni anni fa Ellen Wicker è stata processata per la morte di suo marito a causa di un avvelenamento, ma era riuscita a dimostrare la sua innocenza grazie all'aiuto di Jessica Fletcher. Oggi la donna si è rifatta una vita in California, dove gestisce una locanda, ma quando uno dei suoi clienti muore avvelenato e nella dispensa viene trovata una scorta di quella stessa sostanza, Ellen viene accusata di omicidio da tutti gli abitanti della città, così chiede nuovamente aiuto alla signora Fletcher.

## Un manoscritto pericoloso
- Titolo originale: The Skinny According to Nick Cullhane
- Diretto da: Walter Grauman
- Scritto da: Tom Sawyer

### Trama
Nick Cullhane ha riportato in un manoscritto le scottanti confidenze di un uomo d'affari e spera di pubblicarlo in modo da saldare i suoi gravi debiti di gioco. Tutti quelli citati da Nick però non hanno alcuna intenzione di permettere la diffusione del documento così cercano in ogni modo di entrarne in possesso. Cullhane allora decide di spedire il manoscritto alla sua amica Jessica Fletcher e poco dopo viene ucciso.